# Рио Гранди до Сул
Риу Гранди ду Сул (португ. произношение: [ˈʁiu ˈɡɾɐ̃dʒi du ˈsuɫ] ( чуйте); на португалски Rio Grande do Sul, на португалски се изговаря по-близко до Риу Гранджи ду Сул) е един от 26-те щата на Бразилия (и най-южният). Столица е град Порту Алегри. Риу Гранди ду Сул е с площ от 281 748,59 кв. км и население от 10 978 587 души (към 2006).

## Административно деление
Щатът е поделен на 7 региона, 35 микрорегиона и 496 общини.
Региони:
1. Западно-централен регион
2. Източно-централен регион
3. Агломерация Порто Алегре
4. Североизточен регион
5. Северозападен регион
6. Югоизточен регион
7. Югозападен регион

## Население и състав
Населението е 10 978 587 души към 2006 г., от които:
- бели – 8 973 928 души (81,7%)
- мулати – 1 405 952 души (12,8%)
- чернокожи – 560 000 души (5,1%)
- индианци и азиатци – 43 000 души (0,4%)